# Józef Karol Drda

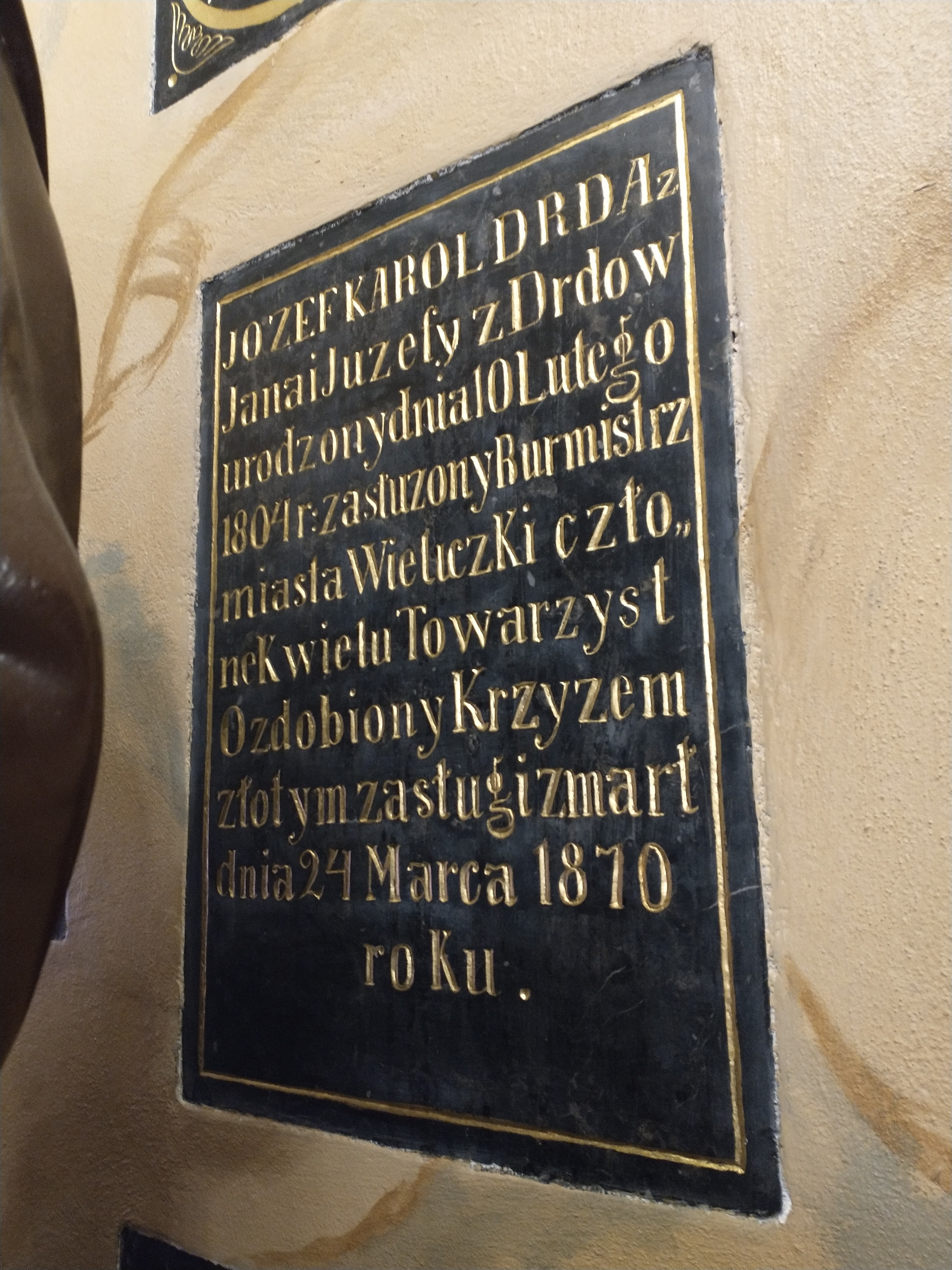
Epitafium w kościele św. Klemensa w Wieliczce

Józef Karol Drda (ur. 10 lutego 1804, zm. 24 marca 1870) – polski aptekarz, urzędnik samorządowy, prezydent Wieliczki w latach 1855-1867.

## Życiorys
Był farmaceutą w Wieliczce, gdzie powiększył i unowocześnił rodzinne przedsiębiorstwo aptekarskie, założył laboratorium chemiczne i udzielał się na rzecz lokalnego środowiska, m.in. organizował liczne akcje charytatywne z udziełem urzędników samorządowych i duchowieństwa. Wspierał inne przedsięwzięcia publiczne, np. był fundatorem zestawu książek dla nowej biblioteki. W 1855 wybrany został prezydentem Wieliczki i sprawował tę funkcję do 1867. W 1868 sprzedał rodzinną aptekę doktorowi Szymonowi Wróblewskiemu z Krakowa.